# Mary Lowndes
Mary Lowndes (1857-1929) fou una artista de vitralls anglesa, que va cofundar l'estudi i taller de vidrieres Lowndes and Drury el 1897. Fou una dirigent del moviment Arts and Crafts, pel seu treball de vidrieres, el seu reeixit estudi-taller, i per obrir portes a altres dones artistes de vidrieres. Fou molt activa en el moviment sufragista, fou presidenta de la Lliga de Sufragi d'Artistes, i va crear cartells per a ajudar al moviment.

## Primers anys
Mary Lowndes nasqué al 1857, filla del rector de l'església de Santa Maria, a Sturminster Newton, a Dorset. Va rebre formació artística en la Slade School of Fine Art de Londres. Quan acabà els estudis d'art, fou assistent del destacat dissenyador de vidrieres Henry Holiday i treballà en el seu estudi-taller. La primera finestra que Mary va pintar fou una finestra de dues llums titulada Alimenta les meues ovelles, acabada el 1893 per a l'església de Sant Pere, a Hinton St. Mary, a Dorset.
Mary Lowndes vivia a Chelsea, on tenia el seu estudi; però no hi havia cap taller a prop per a acabar el treball de vidrieres. Viatjava a Southwark, a l'estudi-taller de Britten i Gilson, on triava els vidres de colors per als seus encàrrecs, pintava els vidres i supervisava l'encesa i l'envidrament de les finestres. Mary treballà com a dissenyadora de vidrieres per a James Powell & Sons des del 1887 fins al 1892.
Fou una de les primeres dones a treballar professionalment en vidrieres en la dècada del 1890. "Les dones, generalment amateurs, poden dissenyar ocasionalment finestres i fins i tot participar-ne en l'execució, però rares vegades o mai n'exerciren tot l'art de manera independent com un treball professional a temps complet".

## Lowndes i Drury

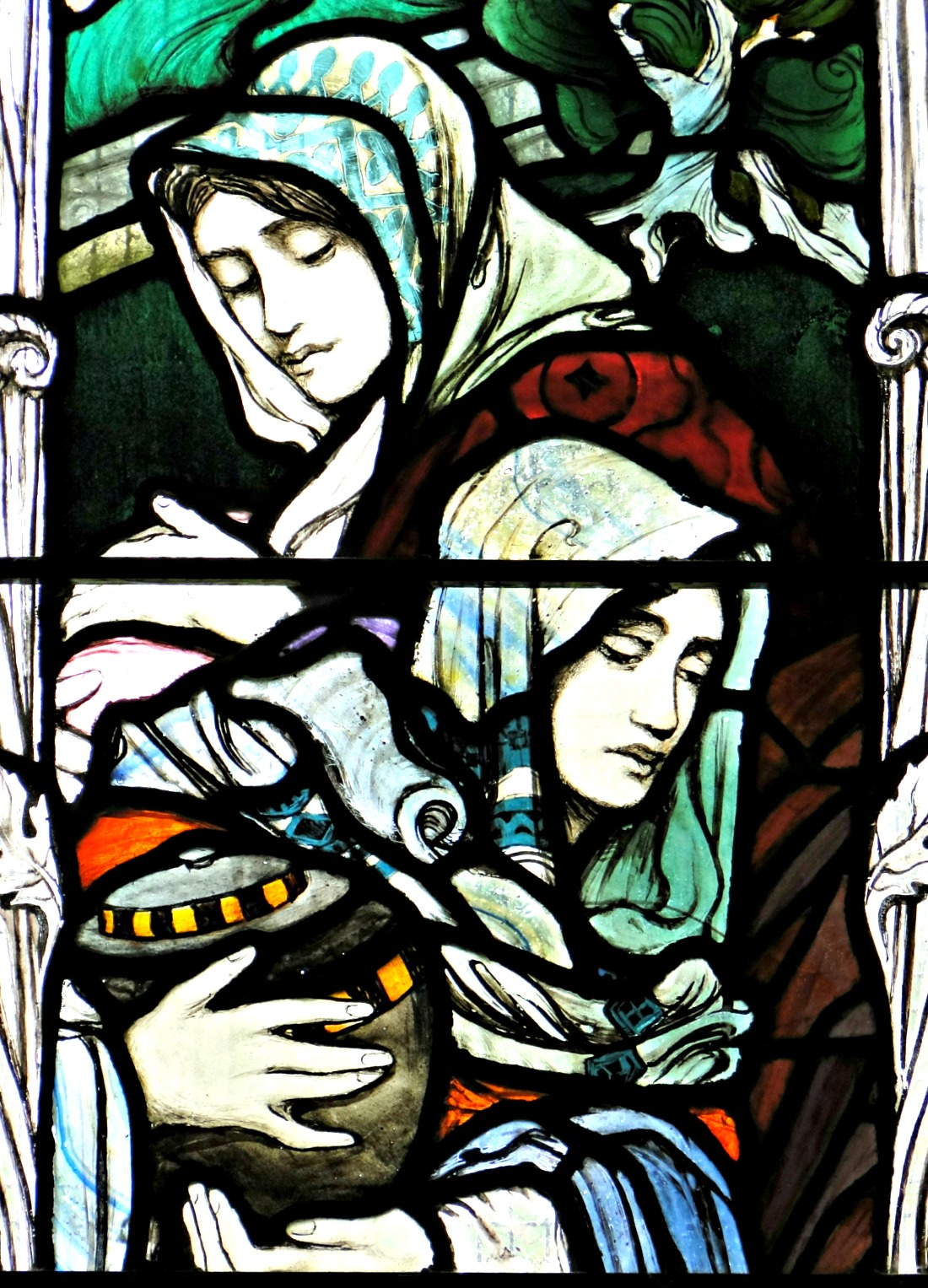
Sturminster Newton, Dorset, (1906)

Mentre treballava al taller de Britten i Gilson, Mary Lowndes conegué l'artista de vidrieres Christopher Whall. Mary admirava les seues vidrieres innovadores, i els seus primers treballs mostren la seua influència. El 1897, amb el suport de Whall, Mary obrí el seu propi estudi-taller amb Alfred J. Drury. Drury era el capatàs del taller de Britten i Gilson i coinstructor de vidrieres amb Whall a l'Escola Central d'Arts i Oficis.
El nou estudi-taller de Chelsea s'anomenà Lowndes i Drury. La crearen per a satisfer les necessitats de la nova escola d'artistes independents associada al moviment emergent Arts and Crafts. L'estudi-taller proporcionaria les instal·lacions per a permetre als artistes treballar en totes les etapes dels seus encàrrecs de vidrieres, des del disseny fins a la selecció de vidres, pintura i esmaltat.

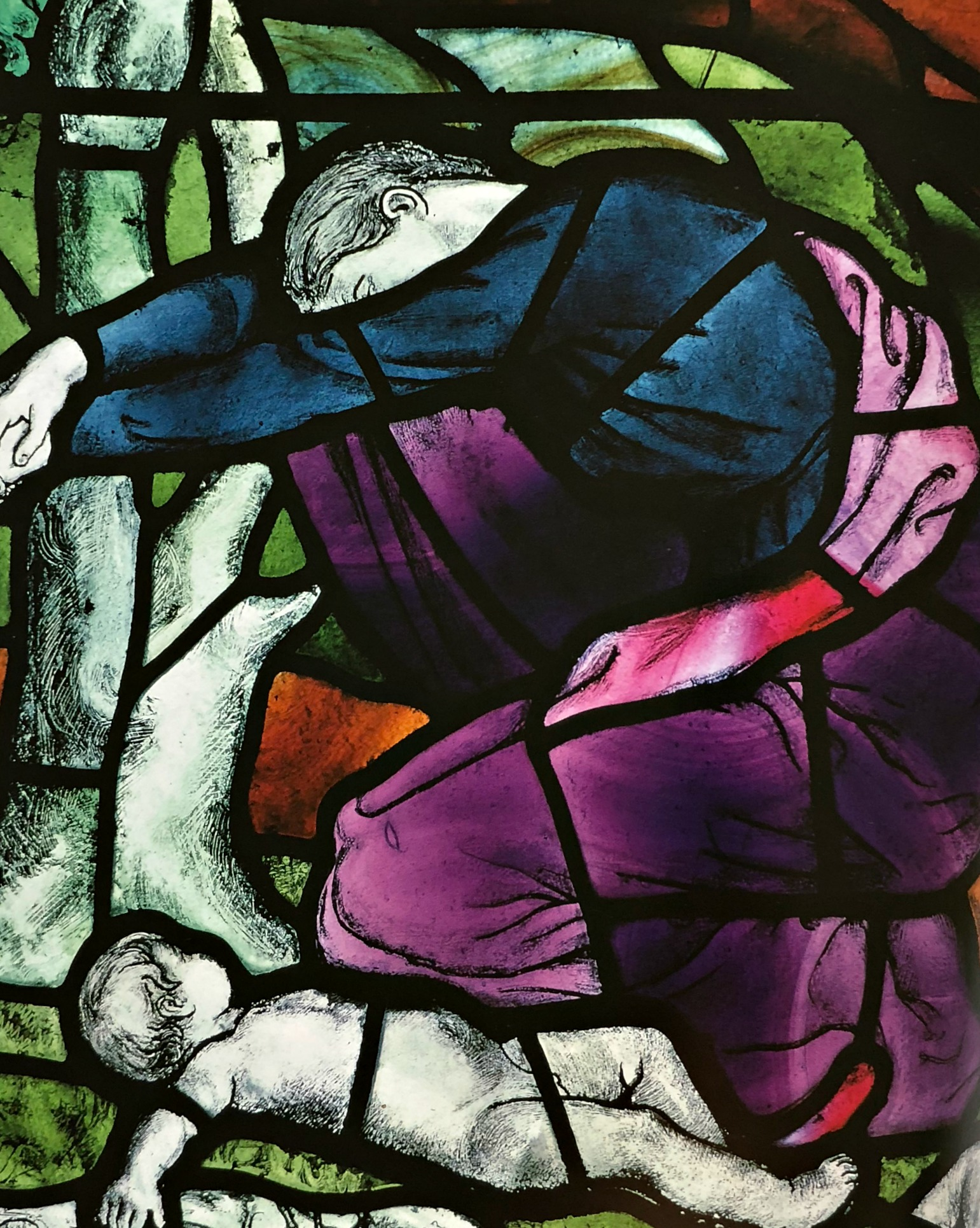
Holy Innocents Church, Lamarsh, Essex (1896)

Lowndes va gestionar el nou negoci amb Drury; decidí, però, no ser la dissenyadora cap del taller. Igual que altres clients de tallers, emprà instal·lacions per a treballar en els seus encàrrecs. La seua vidriera era molt preuada i tenia una gran demanda, i el seu treball es pot veure en esglésies parroquials d'Anglaterra i Gal·les.
El 1906, amb la necessitat d'instal·lacions més grans, Lowndes i Drury fundaren Glass House, a Lettice Street, Fulham. Era un estudi i taller de vidrieres construït expressament, dissenyat per Christopher Whall i Drury. Va atraure molts artistes, com ara Wilhelmina Geddes i Robert Anning Bell. A principis del segle xx, era l'estudi-taller més important de vidrieres associat al moviment Arts and Crafts.

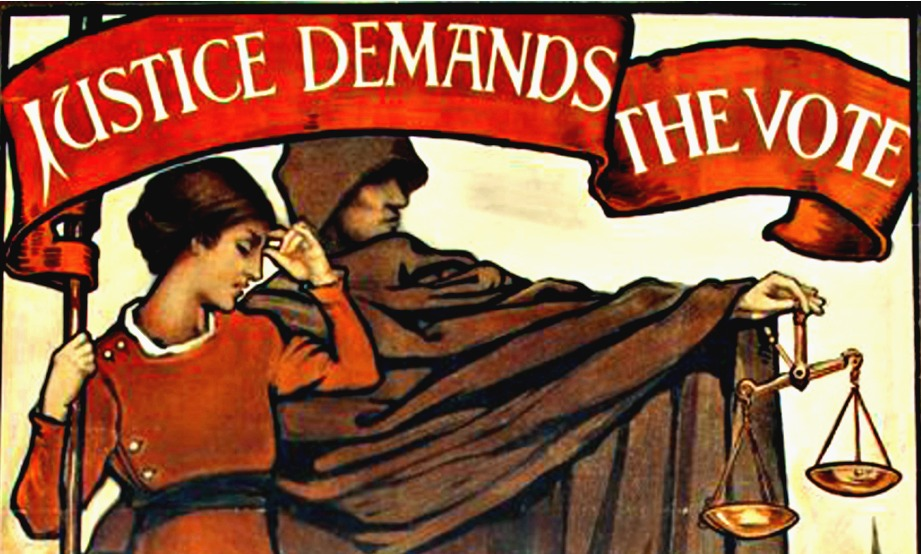
Pòster de sufragi, 1909

Mary Lowndes es va involucrar en el moviment pel sufragi, en la dècada del 1890. El 1899, va assistir al Congrés Internacional de Dones a Londres. Al gener del 1907, fundà The Artists 'Suffrage League (ASL) per a crear cartells, postals, targetes de Nadal i pancartes per a esdeveniments sufragistes. En fou presidenta i Barbara Forbes, la seua companya, n'era la secretària.

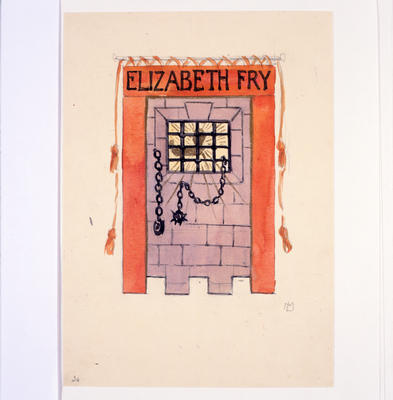
Pancarta de Mary Lowndes que homenatja la reformadora de presons Elizabeth Fry

Entre 1903 i 1914, els mètodes utilitzats pel moviment del sufragi començaren a canviar i en feren manifestacions i altres activitats de propaganda. La formació de Mary Lowndes com a artista de vidrieres va fomentar l'ús de formes agosarades i els colors intensos, amb combinacions cridaneres de verd i blau, magenta i taronja. Va escriure una guia al 1910 per a ajudar les dones a crear els seus propis estendards i pancartes. Aquestes pancartes es dissenyaren amb imatges femenines, flors, llums, petxines, raigs de sol, cors alats; per a honrar heroïnes com Boadicea, Elizabeth Fry, Florence Nightingale, Marie Curie, Josephine Butler, Jane Austen, Mary Wollstonecraft, Charlotte Brontë, etc., i es dugueren en milers de diferents esdeveniments sufragistes de l'època, com ara la Desfilada de Grans Dones de Londres del 1909, el míting de Hyde Park del 1910, De la Presó a la Ciutadania del 1911, la Desfilada del sufragi femení sobre Washington del 1913, i en la gran processó fúnebre d'Emily Wilding Davison, màrtir del moviment del sufragi, que es va llançar sota el cavall del rei en el Derby d'Epsom. Hi ha un àlbum amb els dissenys de pancartes originals de Mary Lowndes (en paper en aquarel·la i sovint acompanyats de mostres de tela) a la Biblioteca de Dones de la London School of Economics.
Mary Lowndes també participà en el comité executiu de la Unió Nacional de Societats de Sufragi de Dones.
Va ser membre del comité de la feminista The Englishwoman's Review i hi va col·laborar.

## Vida personal
La parella de Mary Lowndes fou Barbara Forbes, la secretària de la Artists 'Suffrage League.
Lowndes va morir el 1929 i la soterraren a Buxted, East Sussex, Anglaterra.

## Treball de vidrieres seleccionat
- All Saints' Church, Childwall, Liverpool
- Holy Innocents, Lamarsh, Essex (a scheme of three windows over several years)
- Holy Trinity, Aberaeron, Ceredigion
- St Andrew, Boxford, Berkshire
- St Andrew, Meonstoke, Hampshire
- St Andrew, Ufford, Cambridgeshire (the entire chancel scheme)
- St Christopher, Haslemere, Surrey
- St Erme, St Erme, Cornwall
- St George's Church, Altrincham, Cheshire
- St John the Baptist, Snape, Suffolk
- St John the Baptist, Wittersham, Kent
- St Leonard, Heston, London
- St Margaret, Mountain Ash, Rhondda Cynon Taff
- St Mark, Marylebone, London
- St Mary, Ewshot, Hampshire
- St Mary, Linton, Cambridgeshire
- St Mary, Pimlico, London
- St Mary, Spittal, Pembrokeshire
- St Mary, (Sturminster Newton), Dorset - 2 windows
- St Mary, Welwyn, Hertfordshire
- St Mary and St Blaise, Boxgrove, Sussex
- St Peter, Great Cheverell, Wiltshire
- St Peter, Henfield, Sussex
- St Peter, Machynlleth, Powys
- St Peter, Shropham, Norfolk
- St Tydecho, Cemaes, Powys
- St Yeghiche (Armenian), Kensington, London

## Reconeixement pòstum
El nom i la imatge de Mary Lowndes (i els d'altres 58 dones que lluitaren pel sufragi) són al pedestal de l'estàtua de Millicent Fawcett al Parliament Square, Londres, inaugurada al 2018.